# Aliança DK-MSZP-Diàleg
L'Aliança DK-MSZP-Diàleg (en hongarès DK–MSZP–Párbeszéd pártszövetség) oficialment DK - MSZP - Diàleg Aliança Socialdemòcrata-Verda, és una coalició hongaresa de centreesquerra formada pels partits Coalició Democràtica, Partit Socialista Hongarès i Diàleg – Partit dels Verds.
Klára Dobrev, Primera Ministra del govern alternatiu de Coalició Democràtica, va anunciar el 28 de març de 2024 que el partit es presentaria en una llista conjunta a les eleccions al Parlament Europeu de 2024 i a les eleccions locals, així com a les eleccions parlamentàries hongareses de 2026, proporcionant als votants una llista unificada socialdemòcrata-verda. La creació de la coalició es va llegir ràpidament com una resposta a l'ascens del nou partit opositor Respecte i Llibertat.
A les eleccions europees de 2024 la coalició va acabar tercera, per darrere de Respecte i Llibertat, amb el 8% dels vots i dos eurodiputats, tres menys que els resultats combinats de 2019. Els eurodiputats escollits són membres de Coalició Democràtica, formant part del Grup Socialista.

## Membres
| Partit | Partit                     | Abr. | Ideologia        | Líder(s)                     |
| ------ | -------------------------- | ---- | ---------------- | ---------------------------- |
|        | Coalició Democràtica       | DK   | Socioliberalisme | Ferenc Gyurcsány             |
|        | Partit Socialista Hongarès | MSZP | Socialdemocràcia | Imre Komjáthi Ágnes Kunhalmi |
|        | Diàleg – Partit dels Verds | PM   | Ecologisme       | Richárd Barabás Rebeka Szabó |

## Resultats electorals

### Parlament Europeu
| Any  | Vots    | %     | Pos. | Escons | +/− | Grup PE |
| ---- | ------- | ----- | ---- | ------ | --- | ------- |
| 2024 | 367,162 | 8.03% | 3r   | 2 / 21 | 3   | S&D     |